# Arsenaux égyptiens
C'est sous le règne de Farouk Ier d'Égypte que sont créés les Arsenaux égyptiens.
Ils sont d'abord équipés de machines-outils rachetées à la Suède. Installés au Caire et à Port-Saïd, ils produisirent sous licence des armes européennes (Beretta 951, Beretta 92S, Fusil Hakim et Carl Gustav M45). Sous Nasser, ils sont modernisés avec l'aide de la RDA et de l'URSS et fabriquent depuis des AKM-59. 
Leurs installations produisent aussi des avions (Embraer EMB 312 Tucano) et des chars d'assaut (M1 Abrams) assemblée en kit. Leur marque pour l'exportation est Helwan.